# Ašbern (Čikago)
Ašbern (engl. Ashburn) je jedan od sedamdeset sedam gradskih oblasti u Čikagu. Nalazi se oko sedamnest kilometra jugozapadno od centra grada.

## Istorija
Ova oblast je pripojena Čikagu 1889. godine. Tada je imala vrlo malo stanovnika. Do 1894. stanovnici su pretežno bili Irci, Šveđani i Holanđani, a ukupno je bilo svega trideset kuća. Jedanest godina kasnije je sazidano samo još 18 kuća. Prvi aerodrom u Čikagu je napravljen na prostoru ove oblasti 1916. Tokom Prvog svetskog rata vojska je bila tu stacionirana a broj stanovnika je naglo rastao tako da je zabeleženo 1.363 stanovnika. Nakon toga došlo je do stagniacije i pada broja stanovnika tako da je na početku Drugog svetskog rata bilo samo 731 ljudi. Populacija je krenula da naglo raste tokom i posle Drugog svetskog rata. Ovaj deo grada je imao probleme sa rasnim odnosima, jer belci nisu voleli da se crnci doseljavaju. Sve se promenilo tokom devedesetih godina dvadesetog veka kada je udeo crnačke populacije sa 10% u 1990. skočio na 43% u 2000. godini.

## Demografija
- 1930. - 733
- 1960. - 38.638
- 1970. - 47.161
- 1990. - 37.092
- 2000. - 39.584